# Pedronet de Montserrat
El Pedronet de Montserrat és un pedró de Torelló (Osona) protegit com a Bé Cultural d'Interès Local.

## Descripció

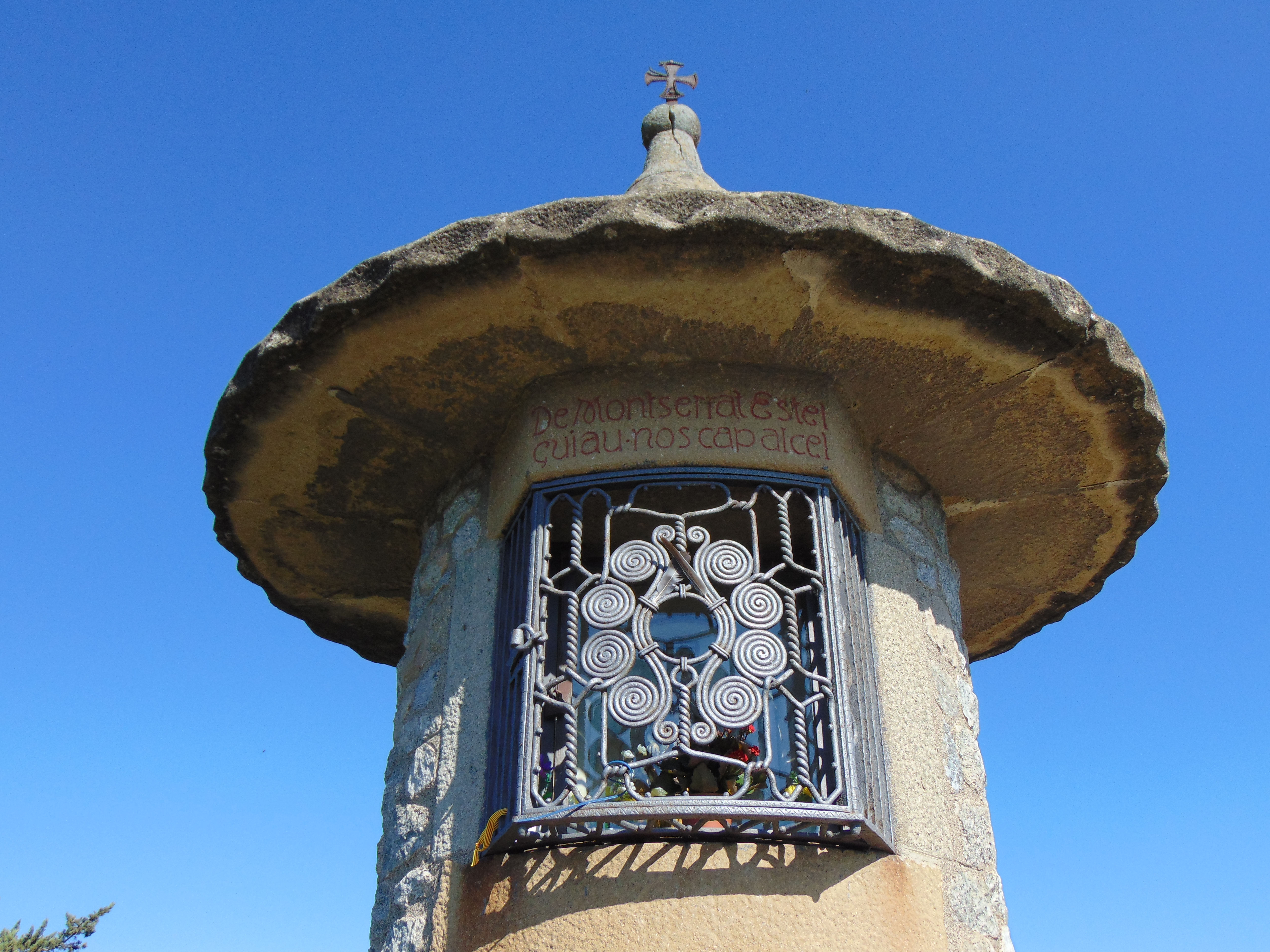

Es tracta d'un pedronet dedicat a la Mare de Déu de Montserrat, fet de forma cilíndrica i coronat per una coberta cònica. La capella fa un metre de diàmetre per 2.5 m d'altura, aproximadament.
El peu o pedestal del pedró és de carreus de pedra natural amb cinc graons que permeten acostar-se a la imatge. Hi figura la data: 1914.
A continuació el diàmetre del cilindre és una mica més petit i està recobert amb paredat. A la part superior i orientada a oest trobem una fornícula que acull la imatge de la Mare de Déu. Aquesta està protegida per una reixa de ferro amb decoració floral. Hi trobem la inscripció: De Montserrat estel guiau-nos cap al cel, gravada i de color vermell.
La coberta cònica té un ràfec de pedra treballada de forma ondulada. Al capdamunt té una creu grega de ferro.

## Història
El pedronet és obra de l'arquitecte Josep Pericas i Morros, fill de l'arquitecte Josep Pericas i Comella autor de la colònia tèxtil de la Coromina de Torelló. El pedronet està situat a la part de llevant de les terres de la família Pericas.
Durant molts anys la imatge es va treure en processó el dia 27 d'abril. Durant la Guerra Civil (1936-39) es va malmetre la imatge. L'aspecte actual és fruit de la restauració de 1941-42.